# (13000) 1981 QK3
A (13000) 1981 QK3 a Naprendszer kisbolygóövében található aszteroida. Henri Debehogne fedezte fel 1981. augusztus 25-én.

## Kapcsolódó szócikk
- Kisbolygók listája (12501–13000)